# Ставчани (Дністровський район)
Ставча́ни — село в Україні, у Недобоївській сільській громаді Дністровського району Чернівецької області.

## Історія
1739 року тут відбулася битва під Ставчанами — одна із вирішальних у російсько-турецькій війні. Перемога російського війська забезпечила здачу гарнізону Хотинської фортеці та вступ на територію Молдови.
За даними на 1859 рік у власницькому селі Хотинського повіту Бессарабської губернії, мешкало 418 осіб (209 чоловічої статі та 209 — жіночої), налічувалось 88 дворових господарства, існувала православна церква.
Станом на 1886 рік у власницькому селі Данкоуцької волості мешкало 1127 осіб, налічувалось 190 дворових господарств, існували православна церква.
З 1991 року село Ставчани в складі незалежної України.

## Населення
Населення становить 1980 осіб станом на 2001 рік.

## Відомі уродженці села
- Хавруняк Ольга Антонівна — народилася 20.02.1908 р. у с. Ставчани, тепер Хотинського району. Мати-героїня. Народила і виховала 10 дітей. Працювала у рільничій бригаді місцевого колгоспу, понад 30 років очолювала ланку. Нагороджена золотою медаллю ВДНГ СРСР, орденами.[3]